# Gotthun
Gotthun est une commune d'Allemagne située dans l'arrondissement du Plateau des lacs mecklembourgeois, dans le Land de Mecklembourg-Poméranie-Occidentale.

## Géographie
Gotthun se situe dans la région du plateau des lacs mecklembourgeois (Mecklenburgische Seenplatte), près de la rive occidentale du lac Müritz.

## Histoire
Gotthun fut mentionnée pour la première fois dans un document officiel le 16 juin 1359.